# Global Junior Heavyweight League
El Global Junior Heavyweight League es un torneo anual de lucha de organizado por Pro Wrestling Noah, establecido en 2009. El propósito del torneo es determinar el mejor luchador junior de peso pesado de la empresa. Originalmente fue diseñado para ser un evento anual a partir de 2009, pero el segundo torneo no tuvo lugar hasta 2015. 
El torneo es un torneo round-robin de dos bloques, muy parecido al torneo de Best of the Super Juniors de la New Japan Pro-Wrestling, en el que los dos mejores anotadores de cada bloque se enfrentan en las semifinales. Una victoria vale dos puntos, un empate valía uno y una derrota vale cero; cada lucha tiene un límite de tiempo de treinta minutos. Al ser un torneo de lucha profesional, el resultado de las luchas y el torneo en sí no se determinan a través de una competencia atlética pura sino a través de resultados predeterminados para los partidos.

## Ganadores del torneo
- 2009: Yoshinobu Kanemaru
- 2015: Daisuke Harada
- 2018: Kotaro Suzuki
- 2019: Hayata

## Resultados

### 2009
La primera edición de, llamado simplemente "Junior Heavyweight League", se celebró del 15 al 31 de octubre en nueve shows y contó con dos bloques de cinco. La participación extranjera incluyó Delirious de Ring of Honor y Jushin Thunder Liger de New Japan Pro-Wrestling. El ganador, Yoshinobu Kanemaru, también ganó el vacante Campeonato Peso Pesado Junior de GHC. Delirious obtuvo el lugar en la semifinal porque el bloque original, el subcampeón Kotaro Suzuki, tuvo que retirarse con gripe.
| Bloque A           | Bloque A | Bloque B             | Bloque B |
| Katsuhiko Nakajima | 6        | Jushin Thunder Liger | 5        |
| Kotaro Suzuki      | 5        | Yoshinobu Kanemaru   | 4        |
| Delirious          | 4        | Atsushi Aoki         | 3        |
| Kenta              | 3        | Taiji Ishimori       | 2        |
| Ricky Marvin       | 2        | Genba Hirayanagi     | 0        |
| ------------------ | -------- | -------------------- | -------- |

| Bloque A             | Delirious         | Katsuhiko Nakajima     | Kenta                  | Kotaro Suzuki          | Ricky Marvin           |
| -------------------- | ----------------- | ---------------------- | ---------------------- | ---------------------- | ---------------------- |
| Delirious            |                   | Nakajima (15:05)       | Delirious (18:54)      | Suzuki (13:52)         | Delirious (14:20)      |
| Katsuhiko Nakajima   | Nakajima (15:05)  |                        | Draw (30:00)           | Draw (30:00)           | Nakajima (12:07)       |
| Kenta                | Delirious (18:54) | Draw (30:00)           |                        | Suzuki (17:28)         | Kenta (1:59)           |
| Kotaro Suzuki        | Suzuki (13:52)    | Draw (30:00)           | Suzuki (17:28)         |                        | Marvin (9:04)          |
| Ricky Marvin         | Delirious (14:20) | Nakajima(12:07)        | Kenta (1:59)           | Marvin (9:04)          |                        |
| Bloque B             | Atsushi Aoki      | Genba Hirayanagi       | Jushin Thunder Liger   | Taiji Ishimori         | Yoshinobu Kanemaru     |
| Atsushi Aoki         |                   | Aoki (13:11)           | Draw (30:00)           | Ishimori (13:54)       | Kanemaru (17:32)       |
| Genba Hirayanagi     | Aoki (13:11)      |                        | Double countout (9:19) | Double countout (7:09) | Double countout (7:45) |
| Jushin Thunder Liger | Draw (30:00)      | Double countout (9:19) |                        | Liger (13:08)          | Liger (14:45)          |
| Taiji Ishimori       | Ishimori (13:54)  | Double countout (7:09) | Liger (13:08)          |                        | Kanemaru (15:56)       |
| Yoshinobu Kanemaru   | Kanemaru (17:32)  | Double countout (7:45) | Liger (14:45)          | Kanemaru (15:56)       |                        |

|  | Semifinals | Semifinals           | Semifinals |                      |       | Finals             | Finals | Finals |  |
|  |            |                      |            |                      |       |                    |        |        |  |
|  |            |                      |            |                      |       |                    |        |        |  |
|  | A1         | Katsuhiko Nakajima   | Pin        |                      |       |                    |        |        |  |
|  | A1         | Katsuhiko Nakajima   | Pin        |                      |       |                    |        |        |  |
|  | B2         | Yoshinobu Kanemaru   | 10:17      |                      |       |                    |        |        |  |
|  | B2         | Yoshinobu Kanemaru   | 10:17      |                      | B2    | Yoshinobu Kanemaru | Pin    |        |  |
|  |            |                      |            |                      | B2    | Yoshinobu Kanemaru | Pin    |        |  |
|  |            |                      | B1         | Jushin Thunder Liger | 18:53 |                    |        |        |  |
|  | B1         | Jushin Thunder Liger | B1         | Jushin Thunder Liger | 18:53 | Pin                |        |        |  |
|  | B1         | Jushin Thunder Liger |            |                      |       | Pin                |        |        |  |
|  | A2         | Delirious            | 10:45      |                      |       |                    |        |        |  |
|  | A2         | Delirious            | 10:45      |                      |       |                    |        |        |  |
|  |            |                      |            |                      |       |                    |        |        |  |

### 2015
La segunda edición, ahora llamado "Global Junior Heavyweight League", tuvo lugar del 18 de julio al 5 de agosto de 2015.
| Bloque A        | Bloque A | Bloque B         | Bloque B |
| Daisuke Harada  | 10       | Atsushi Kotoge   | 8        |
| El Desperado    | 8        | Taiji Ishimori   | 8        |
| Kenoh           | 8        | Bengala (AAA)    | 6        |
| Zack Sabre Jr.  | 8        | Hajime Ohara     | 6        |
| Yoshinari Ogawa | 6        | Super Crazy      | 6        |
| Sho Tanaka      | 2        | Taka Michinoku   | 6        |
| Hitoshi Kumano  | 0        | Genba Hirayanagi | 2        |
| --------------- | -------- | ---------------- | -------- |

| Bloque A         | Daisuke Harada | El Desperado      | Hitoshi Kumano    | Kenoh             | Sho Tanaka        | Yoshinari Ogawa  | Zack Sabre Jr.    |
| ---------------- | -------------- | ----------------- | ----------------- | ----------------- | ----------------- | ---------------- | ----------------- |
| Daisuke Harada   |                | Harada (5:23)     | Harada (10:06)    | Harada (13:29)    | Harada (8:33)     | Harada (11:58)   | Sabre (12:12)     |
| El Desperado     | Harada (5:23)  |                   | Desperado (7:53)  | Desperado (13:31) | Desperado (10:19) | Ogawa (1:05)     | Desperado (11:06) |
| Hitoshi Kumano   | Harada (10:06) | Desperado (7:53)  |                   | Kenoh (9:03)      | Tanaka (9:01)     | Ogawa (8:41)     | Sabre (9:47)      |
| Kenoh            | Harada (13:29) | Desperado (13:31) | Kenoh (9:03)      |                   | Kenoh (13:50)     | Kenoh (13:28)    | Kenoh (7:33)      |
| Sho Tanaka       | Harada (8:33)  | Desperado (10:19) | Tanaka (9:01)     | Kenoh (13:50)     |                   | Ogawa (3:32)     | Sabre (10:07)     |
| Yoshinari Ogawa  | Harada (11:58) | Ogawa (1:05)      | Ogawa (8:41)      | Kenoh (13:28)     | Ogawa (3:32)      |                  | Sabre (11:46)     |
| Zack Sabre Jr.   | Sabre (12:12)  | Desperado (11:06) | Sabre (9:47)      | Kenoh (7:33)      | Sabre (10:07)     | Sabre (11:46)    |                   |
| Block B          | Atsushi Kotoge | Bengala           | Genba Hirayanagi  | Hajime Ohara      | Super Crazy       | Taiji Ishimori   | Taka Michinoku    |
| Atsushi Kotoge   |                | Kotoge (8:49)     | Kotoge (8:36)     | Ohara (12:41)     | Crazy (11:05)     | Kotoge (14:58)   | Kotoge (10:44)    |
| Bengala          | Kotoge (8:49)  |                   | Hirayanagi (6:22) | Bengala (6:15)    | Bengala (3:24)    | Ishimori (10:48) | Bengala (7:40)    |
| Genba Hirayanagi | Kotoge (8:36)  | Hirayanagi (6:22) |                   | Ohara (8:29)      | Crazy (5:29)      | Ishimori (7:44)  | Michinoku (7:33)  |
| Hajime Ohara     | Ohara (12:41)  | Bengala (6:15)    | Ohara (8:29)      |                   | Crazy (10:16)     | Ishimori (7:15)  | Ohara (11:31)     |
| Super Crazy      | Crazy (11:05)  | Bengala (3:24)    | Crazy (5:29)      | Crazy (10:16)     |                   | Ishimori (12:27) | Michinoku (8:26)  |
| Taiji Ishimori   | Kotoge (14:58) | Ishimori (10:48)  | Ishimori (7:44)   | Ishimori (7:15)   | Ishimori (12:27)  |                  | Michinoku (9:07)  |
| Taka Michinoku   | Kotoge (10:44) | Bengala (7:40)    | Michinoku (7:33)  | Ohara (11:31)     | Michinoku (8:26)  | Michinoku (9:07) |                   |

|  | Final |                |       |  |
|  |       |                |       |  |
|  | A1    | Daisuke Harada | Pin   |  |
|  | A1    | Daisuke Harada | Pin   |  |
|  | B1    | Atsushi Kotoge | 16:35 |  |
|  | B1    | Atsushi Kotoge | 16:35 |  |

### 2018
La tercera edición, tuvo lugar del 8 de septiembre al 4 de octubre de 2018.
| Bloque A        | Bloque A | Bloque B       | Bloque B |
| Kotaro Suzuki   | 8        | Yo-Hey         | 8        |
| Daisuke Harada  | 6        | Ikuto Hidaka   | 7        |
| Hitoshi Kumano  | 6        | Hi69           | 6        |
| Tadasuke        | 6        | Minoru Tanaka  | 6        |
| Seiya Morohashi | 2        | Hayata         | 3        |
| Hajime Ohara    | 2        | Junta Miyawaki | 0        |
| --------------- | -------- | -------------- | -------- |

| Bloque A        | Daisuke Harada   | Hajime Ohara      | Hitoshi Kumano | Kotaro Suzuki  | Seiya Morohashi   | Tadasuke         |
| --------------- | ---------------- | ----------------- | -------------- | -------------- | ----------------- | ---------------- |
| Daisuke Harada  |                  | Harada (19:04)    | Harada (12:06) | Suzuki (16:31) | Harada (8:47)     | Tadasuke (15:31) |
| Hajime Ohara    | Harada (19:04)   |                   | Kumano (12:24) | Ohara (10:11)  | Morohashi (10:05) | Tadasuke (6:54)  |
| Hitoshi Kumano  | Harada (12:06)   | Kumano (12:24)    |                | Suzuki (14:33) | Kumano (11:52)    | Kumano (9:59)    |
| Kotaro Suzuki   | Suzuki (16:31)   | Ohara (10:11)     | Suzuki (14:33) |                | Suzuki (9:19)     | Suzuki (10:18)   |
| Seiya Morohashi | Harada (8:47)    | Morohashi (10:05) | Kumano (11:52) | Suzuki (9:19)  |                   | Tadasuke (9:53)  |
| Tadasuke        | Tadasuke (15:31) | Tadasuke (6:54)   | Kumano (9:59)  | Suzuki (10:18) | Tadasuke (9:53)   |                  |
| Bloque B        | Hayata           | Hi69              | Ikuto Hidaka   | Junta Miyawaki | Minoru Tanaka     | Yo-Hey           |
| Hayata          |                  | Hi69 (9:35)       | Hidaka (11:11) | Hayata (4:45)  | Tanaka (11:33)    | Draw (12:36)     |
| Hi69            | Hi69 (9:35)      |                   | Hidaka (14:47) | Hi69 (2:49)    | Hi69 (19:41)      | Yo-Hey (13:11)   |
| Ikuto Hidaka    | Hidaka (11:11)   | Hidaka (14:47)    |                | Hidaka (8:03)  | Tanaka (12:38)    | Draw (30:00)     |
| Junta Miyawaki  | Hayata (4:45)    | Hi69 (2:49)       | Hidaka (8:03)  |                | Tanaka (5:55)     | Yo-Hey (8:02)    |
| Minoru Tanaka   | Tanaka (11:33)   | Hi69 (19:41)      | Tanaka (12:38) | Tanaka (5:55)  |                   | Yo-Hey (14:57)   |
| Yo-Hey          | Draw (12:36)     | Yo-Hey (13:11)    | Draw (30:00)   | Yo-Hey (8:02)  | Yo-Hey (14:57)    |                  |

|  | Final |               |       |  |
|  |       |               |       |  |
|  | A1    | Kotaro Suzuki | Pin   |  |
|  | A1    | Kotaro Suzuki | Pin   |  |
|  | B1    | Yo-Hey        | 17:00 |  |
|  | B1    | Yo-Hey        | 17:00 |  |

### 2019
La cuarta edición, tuvo lugar del 27 de junio al 27 de julio de 2019.
| Bloque A        | Bloque A | Bloque B       | Bloque B |
| Tadasuke        | 8        | Hayata         | 7        |
| Yo-Hey          | 6        | Kotaro Suzuki  | 7        |
| Yoshinari Ogawa | 6        | Chris Ridgeway | 6        |
| Daisuke Harada  | 5        | Hajime Ohara   | 4        |
| Minoru Tanaka   | 5        | Hi69           | 4        |
| Junta Miyawaki  | 0        | Hitoshi Kumano | 2        |
| --------------- | -------- | -------------- | -------- |

| Bloque A        | Daisuke Harada   | Junta Miyawaki  | Minoru Tanaka    | Tadasuke         | Yo-Hey           | Yoshinari Ogawa |
| --------------- | ---------------- | --------------- | ---------------- | ---------------- | ---------------- | --------------- |
| Daisuke Harada  |                  | Harada (6:52)   | Draw (30:00)     | Tadasuke (15:01) | Harada (15:20)   | Ogawa (9:47)    |
| Junta Miyawaki  | Harada (6:52)    |                 | Tanaka (8:43)    | Tadasuke (8:57)  | Yo-Hey (8:57)    | Ogawa (9:54)    |
| Minoru Tanaka   | Draw (30:00)     | Tanaka (8:43)   |                  | Tadasuke (10:14) | Yo-Hey (12:40)   | Tanaka (11:33)  |
| Tadasuke        | Tadasuke (15:01) | Tadasuke (8:57) | Tadasuke (10:14) |                  | Tadasuke (10:41) | Ogawa (13:19)   |
| Yo-Hey          | Harada (15:20)   | Yo-Hey (8:57)   | Yo-Hey (12:40)   | Tadasuke (10:41) |                  | Yo-Hey (14:14)  |
| Yoshinari Ogawa | Ogawa (9:47)     | Ogawa (9:54)    | Tanaka (11:33)   | Ogawa (13:19)    | Yo-Hey (14:14)   |                 |
| Bloque B        | Chris Ridgeway   | Hajime Ohara    | Hayata           | Hi69             | Hitoshi Kumano   | Kotaro Suzuki   |
| Chris Ridgeway  |                  | Ohara (9:20)    | Hayata (14:30)   | Ridgeway (13:08) | Ridgeway (10:01) | Ridgeway (8:38) |
| Hajime Ohara    | Ohara (9:20)     |                 | Hayata (15:59)   | Ohara (10:20)    | Kumano (13:35)   | Suzuki (10:09)  |
| Hayata          | Hayata (14:30)   | Hayata (15:59)  |                  | Hi69 (11:27)     | Hayata (11:01)   | Draw (30:00)    |
| Hi69            | Ridgeway (13:08) | Ohara (10:20)   | Hi69 (11:27)     |                  | Hi69 (9:39)      | Suzuki (8:59)   |
| Hitoshi Kumano  | Ridgeway (10:01) | Kumano (13:35)  | Hayata (11:01)   | Hi69 (9:39)      |                  | Suzuki (10:32)  |
| Kotaro Suzuki   | Ridgeway (8:38)  | Suzuki (10:09)  | Draw (30:00)     | Suzuki (8:59)    | Suzuki (10:32)   |                 |

|  | Semifinals | Semifinals    | Semifinals |          |       | Final  | Final | Final |  |
|  |            |               |            |          |       |        |       |       |  |
|  |            |               |            |          |       |        |       |       |  |
|  | B1         | Hayata        | Pin        |          |       |        |       |       |  |
|  | B1         | Hayata        | Pin        |          |       |        |       |       |  |
|  | B2         | Kotaro Suzuki | 3:13       |          |       |        |       |       |  |
|  | B2         | Kotaro Suzuki | 3:13       |          | A1    | Hayata | Pin   |       |  |
|  |            |               |            |          | A1    | Hayata | Pin   |       |  |
|  |            |               | B2         | Tadasuke | 19:12 |        |       |       |  |
|  |            |               | B2         | Tadasuke | 19:12 |        |       |       |  |
|  |            |               |            |          |       |        |       |       |  |
|  |            |               |            |          |       |        |       |       |  |
|  |            |               |            |          |       |        |       |       |  |
|  |            |               |            |          |       |        |       |       |  |